# ورزشگاه آتاترک نیکوزیا
ورزشگاه آتاترک نیکوزیا (به ترکی استانبولی: Lefkoşa Atatürk Stadı) یک ورزشگاه چندمنظوره که غالباً برای مسابقات فوتبال مورد استفاده قرار می‌گیرد. در شهر نیکوزیای شمالی با گنجایش ۲۸،۰۰۰ بنا شده‌است. در حال حاضر بازی‌های تیم ملی فوتبال قبرس شمالی، چتینکایا ترک اسپور وگنجلک گوجو ترک اسپور در این ورزشگاه برگزار می‌شود.
این ورزشگاه به نام مصطفی کمال آتاترک رهبر و بنیان‌گذار ترکیه نوین نامگذاری شده‌است.